# Audi A2
La Audi A2 (sigla interna 8Z) è un'autovettura compatta prodotta dal 1999 al 2005 dalla casa automobilistica tedesca Audi.

## Storia

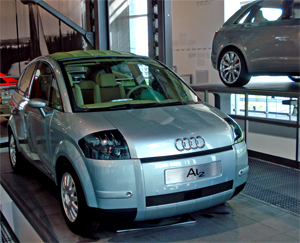
La Audi AL2, prototipo da cui deriva la Audi A2

Il progetto W10, relativo alla “piccola” di casa Audi, venne avviato all’inizio del 1996. In pochi mesi trapelarono bozze e indiscrezioni, tra cui il massiccio uso della lega di alluminio per la carrozzeria, soluzione fino ad allora impiegata solo nell’ammiraglia A8 che avrebbe portato a una significativa riduzione di peso e, quindi, di consumi.
Nel 1997 venne presentata al Salone di Francoforte la concept AI2 (il cui nome si rifà al simbolo dell'alluminio), già vicina in aspetto al modello definitivo, con cui la Audi annunciò l'inserimento nella gamma di un motore a gasolio che avvicinasse la soglia dei 3 litri di carburante ogni 100 km (progetto in fase di sviluppo anche per la Volkswagen Lupo).
La vettura di pre-serie venne presentata a Francoforte nel settembre 1999, e la produzione iniziò nel mese di novembre presso lo stabilimento di Neckarsulm, con avvio della commercializzazione tra primavera ed estate 2000 (a seconda dei mercati) con il nome A2.

## Caratteristiche

### Design e interni

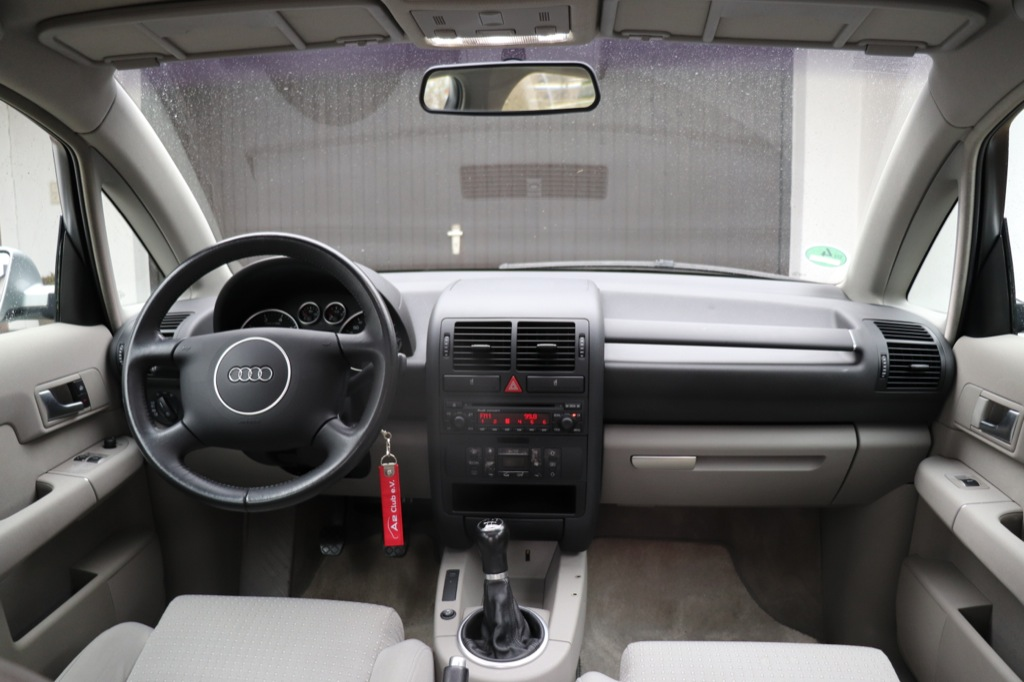
Gl interni di una A2

La A2 era una monovolume lunga 3,82 m, poco più della sua principale concorrente, la Mercedes-Benz Classe A, con un ampio lunotto interrotto da uno spoiler posteriore, quindi senza tergicristallo. Lo spoiler segnala il focus sull'aerodinamica, che ha comportato un Cx di 0,28, inferiore allo 0,30 della Classe A, ma anche un tetto più basso che in quest'ultima per i passeggeri posteriori (soltanto due: a differenza della Classe A, infatti, il quinto posto era optional). Lo stile mostra, in dettagli come i fari anteriori e la silhouette frontale, richiami alla contemporanea Audi TT.
Il bagagliaio aveva una capacità di 390 litri con il divano in posizione. Quest’ultimo era abbattibile e (nella versione a 4 posti) frazionabile a metà, ma non regolabile in lunghezza. Abbattendolo completamente, la capacità del bagagliaio diventava 1085 litri.

### Struttura, meccanica e motori

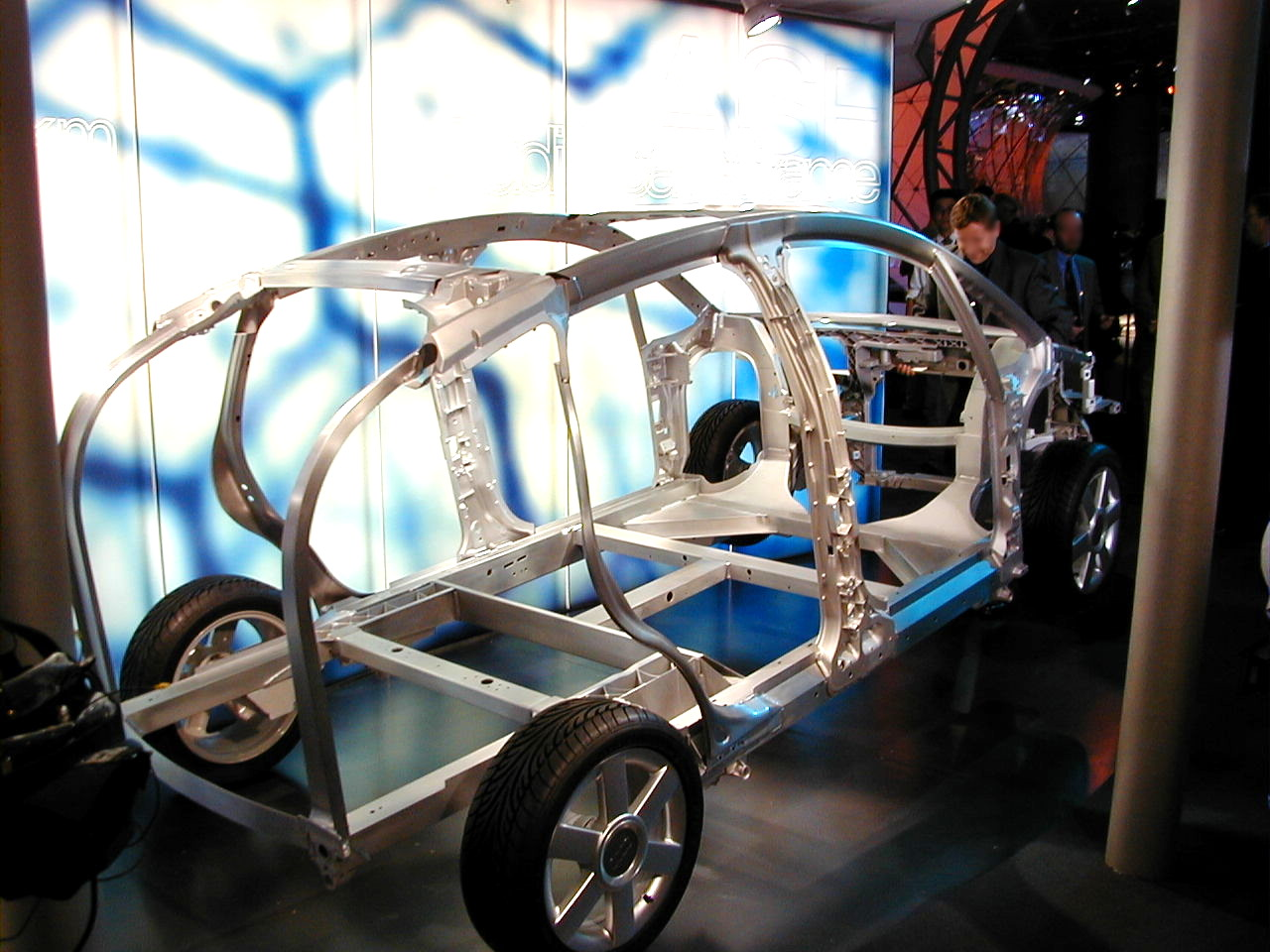
La struttura in alluminio di una A2

Lo schema utilizzato per la realizzazione della scocca era lo stesso ASF (Audi Space Frame) già impiegato per la A8, ripensato per dimensioni più compatte. Il telaio era costituito da una gabbia in profilati estrusi e pesava appena 75,1 kg, pur garantendo un'elevata rigidità (che le guadagnò 4 stelle nel crash test dell'EuroNCAP del 2002). I montanti erano costituiti da elementi pressofusi, mentre per l’intelaiatura del tetto venivano impiegati profilati di varie sezioni. I pannelli carrozzeria erano anch’essi tutti in alluminio.  Grazie al suo massiccio uso, la A2 pesava 200 kg meno di una Classe A di motorizzazione analoga.

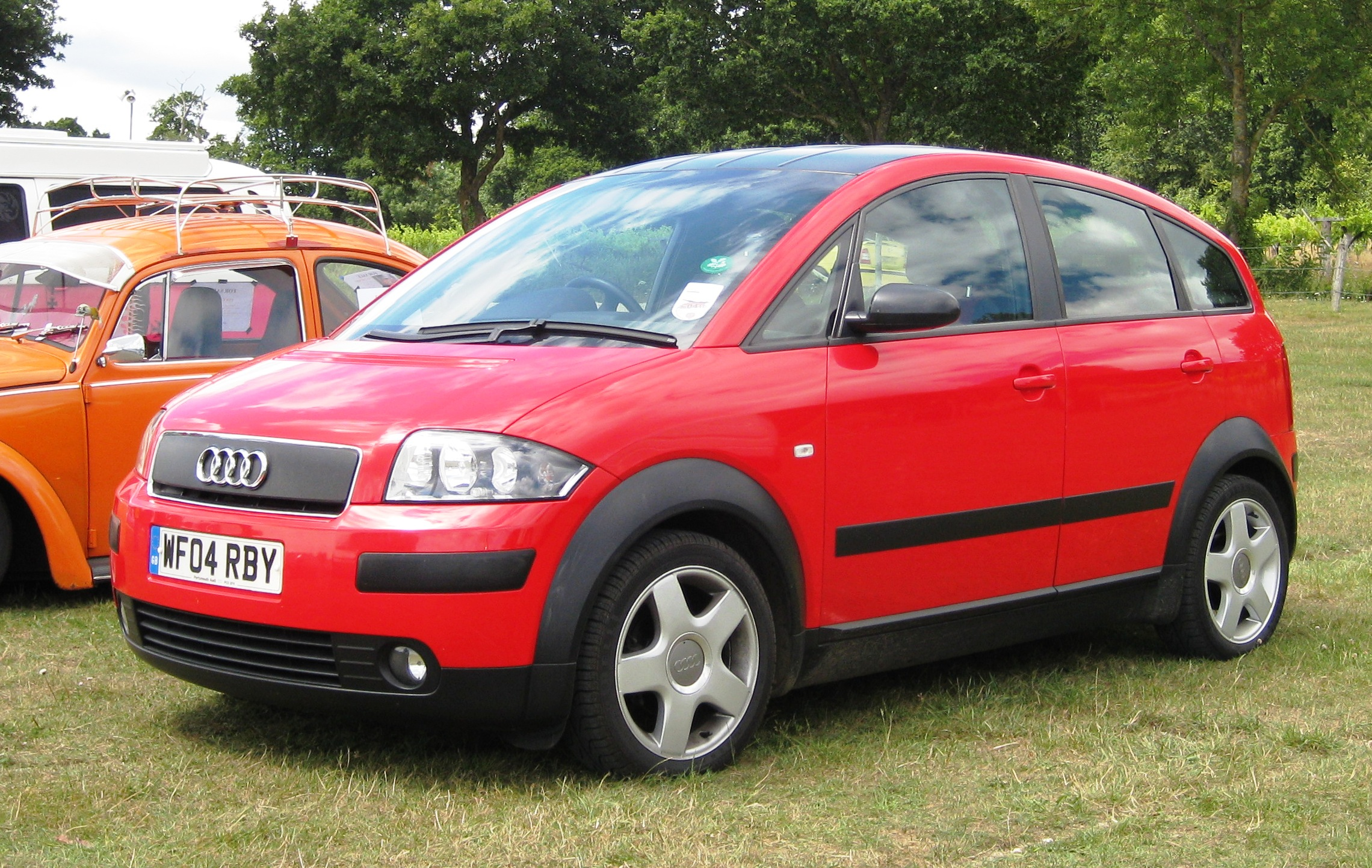
A2 1.6 FSI in allestimento colour.storm Edition, versione di punta della gamma

Le sospensioni erano piuttosto convenzionali, con un avantreno di tipo MacPherson e un retrotreno con ponte torcente ad U. L’impianto frenante era misto, con freni a disco sull’asse anteriore e freni a tamburo sull’asse posteriore. Presenti comunque anche i dispositivi elettronici per la gestione di frenata (ABS), controllo di trazione (ASR) e antislittamento (EDS).
La A2 debuttò con due motorizzazioni, una a benzina ed una a gasolio:
- 1.4 16v: un quattro cilindri da 1390 cm³ e 75 CV di potenza;
- 1.4 TDI: un tre cilindri da 1422 cm³, con iniezione diretta e iniettore-pompa, anch'esso da 75 CV.

Per entrambe la trazione era anteriore ed il cambio manuale a 5 marce.

## Evoluzione

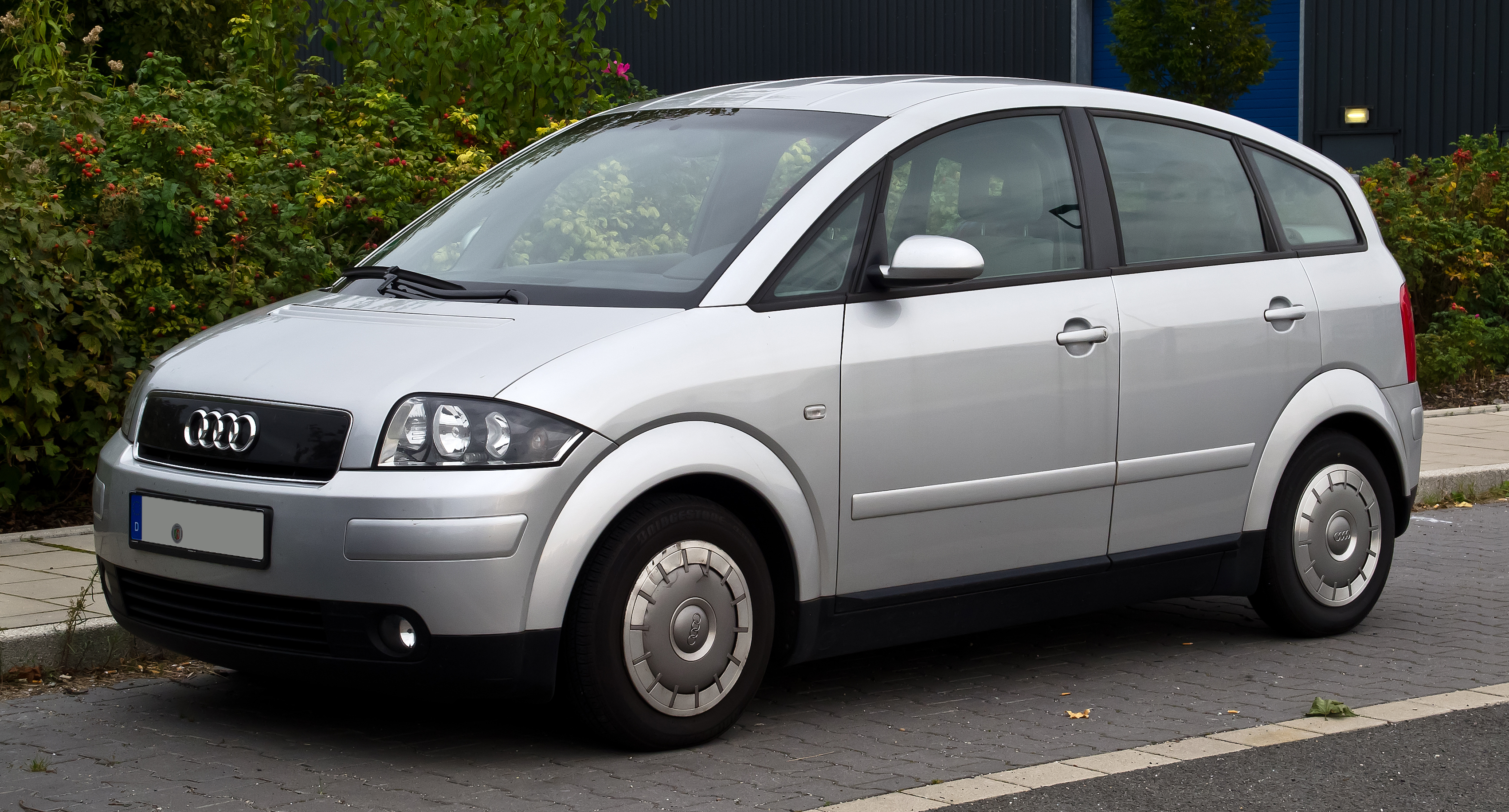
Una A2 3L con motore 1.2 TDI

I primi aggiornamenti arrivarono a fine estate 2001, con una seconda motorizzazione diesel, sempre a tre cilindri ma con cilindrata e potenza ridotte a 1191 cm³ e 61 CV: questo era il motore che avrebbe garantito un consumo di 3 litri per 100 km. La A2 1.2 TDI riusciva in effetti a percorrere 33 km con un litro nel misto urbano/extraurbano, arrivando addirittura ad appena 2,7 l/100 km (ovvero 37 km/l) nell'extraurbano. A questo risultato contribuirono un’aerodinamica ancora più curata (con un Cx che vari accorgimenti, come parafanghi più stretti, ridussero a 0,25), il nuovo cambio manuale automatizzato a 5 marce, e il dispositivo Stop&Start che spegne il motore automaticamente quando l’auto si trova ferma in coda o ad un semaforo e lo riaccende appena tolto il piede dal freno.
Nel maggio del 2002, arrivò la 1.6 FSI, spinta da un 1.6 benzina a iniezione diretta da 110 CV. Questo modello, il top della gamma, fu l’unico ad essere equipaggiato con impianto frenante a quattro dischi.

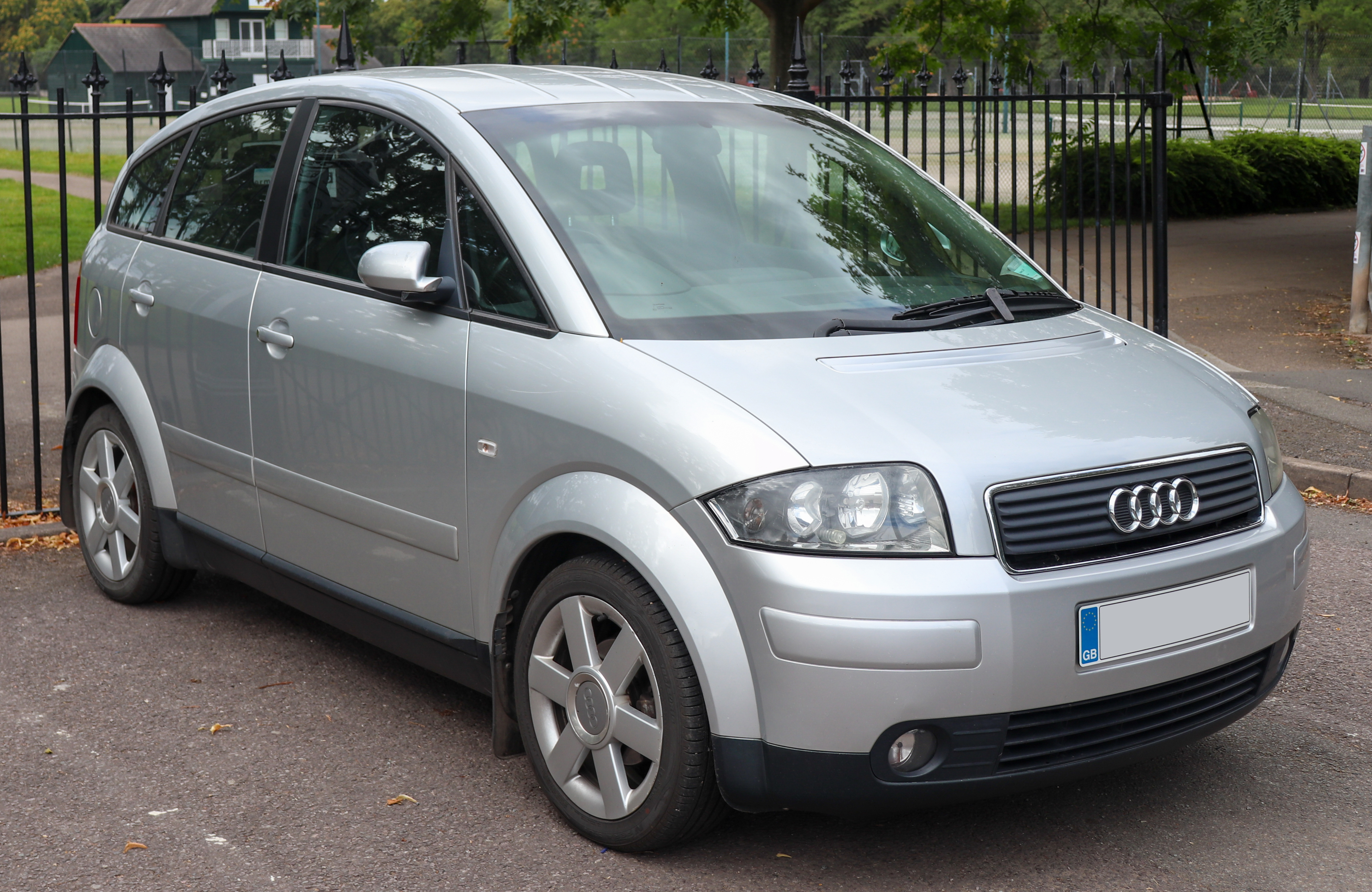
Una A2 dopo il restyling

### Restyling 2003
A fine 2003, di fronte a vendite inferiori alle previsioni, la A2 ricevette un lieve restyling (con, come unica differenza estetica, una differente griglia frontale) e un nuovo motore 1.4 TDI, basato sul 1.4 TDI già presente, che affiancò senza sostituire, ma con potenza portata a 90 CV.
La produzione terminò nel luglio 2005, con la commercializzazione conclusa progressivamente entro la fine dell'anno, con 176.377 esemplari prodotti.
La successiva Audi compatta, la hatchback Audi A1, venne presentata nel 2010.

## Riepilogo caratteristiche
| Audi A2 (2000-05)  |                  |            |                                                                                         |                |                |                                 |                    |              |                     |                    |                       |                    |
| Modello            | Motore           | Cilindrata | Alimentazione                                                                           | Potenza CV/rpm | Coppia Nm/rpm  | Cambio/ N° marce                | Massa a vuoto (kg) | Velocità max | Acceler. 0–100 km/h | Consumo (l/100 km) | Emissioni CO2/ (g/km) | Anni di produzione |
| Versioni a benzina |                  |            |                                                                                         |                |                |                                 |                    |              |                     |                    |                       |                    |
| A2 1.4 16v         | EA111 (AUA, BBY) | 1390       | Iniezione elettronica indiretta multipoint                                              | 75/5000        | 126/3800       | Manuale 5 marce                 | 895                | 173          | 12”3                | 5,9                | 142                   | 11/1999-07/2005    |
| A2 1.6 FSI         | EA111 (BAD)      | 1598       | Iniezione elettronica diretta                                                           | 110/5800       | 155/4400       | Manuale 5 marce                 | 995                | 202          | 9”8                 | 5,9                | 142                   | 05/2002-07/2005    |
| Versioni a gasolio |                  |            |                                                                                         |                |                |                                 |                    |              |                     |                    |                       |                    |
| A2 1.2 TDI         | EA188 (ANY)      | 1191       | Iniezione diretta, iniettore-pompa, turbocompressore a geometria variabile, intercooler | 61/4000        | 140/ 1800-2400 | Manuale automatizzato a 5 marce | 855                | 168          | 14”9                | 3                  | 81                    | 03/2001-07/2005    |
| A2 1.4 TDI (75 CV) | EA188 (AMF, BHC) | 1422       | Iniezione diretta, iniettore-pompa, turbocompressore a geometria fissa, intercooler     | 75/4000        | 195/2200       | Manuale 5 marce                 | 990                | 173          | 12”6                | 4,3                | 116                   | 11/1999-07/2005    |
| A2 1.4 TDI (90 CV) | EA188 (ATL)      | 1422       | Iniezione diretta, iniettore-pompa, turbocompressore a geometria variabile, intercooler | 90/4000        | 230/ 1900-2200 | Manuale 5 marce                 | 1.030              | 188          | 10”9                | 4,3                | 116                   | 11/2003-07/2005    |